# 韩作黎
韩作黎（1918年—1998年），笔名黑黎，男，河南邓县人，中国儿童文学作家、教育家，曾任中国教育学会常务理事，第五届全国人大代表。